# Tiso strandi
Tiso strandi är en spindelart som beskrevs av Gábor von Kolosváry 1934. Tiso strandi ingår i släktet Tiso och familjen täckvävarspindlar.
Artens utbredningsområde är Ungern. Inga underarter finns listade i Catalogue of Life.